# 代尔施泰特
代尔施泰特是德国石勒苏益格－荷尔斯泰因州的一个市镇。总面积21.77平方公里，总人口789人，其中男性405人，女性384人（2011年12月31日），人口密度36人/平方公里。